# Биндура
Биндура (англ. Bindura) — город на севере центральной части Зимбабве, административный центр провинции Центральный Машоналенд.

## География
Расположен примерно в 88 км к северо-востоку от столицы страны, города Хараре. Абсолютная высота — 1070 метров над уровнем моря.

## Население
По данным на 2013 год численность населения составляет 46 275 человек.
Динамика численности населения города по годам:
| 2002   | 2013   |
| ------ | ------ |
| 33 630 | 46 275 |

## Экономика
Вблизи Биндуры добываются никелевая, медная и кобальтовая руды; шахты принадлежат компании Bindura Nickel Corporation. Металлоплавильный завод находится сразу к югу от города. В районе города выращиваются хлопок и маис.